# Coppa Italia Dilettanti 2001-2002
La Coppa Italia Dilettanti 2001-02 di calcio si disputa tra marzo e maggio 2002, la vincitrice accede direttamente alla Serie D. Nel caso in cui sia già stata promossa in D per la posizione in classifica nel suo campionato, accede alla Serie D la finalista perdente. Se anch'essa è stata già promossa in D, sarà promossa la migliore delle semifinaliste, e se anche la migliore semifinalista è già promossa, ha diritto alla Serie D l'altra semifinalista, e così via.

## Squadre partecipanti
| Regione                  | Squadra                 | Città (provincia)          |
| ------------------------ | ----------------------- | -------------------------- |
| Piemonte e Valle d'Aosta | H.M.Arona               | Arona (NO)                 |
| Liguria                  | F.B.C. Finale           | Finale Ligure (SV)         |
| Lombardia                | Darfo Boario            | Darfo Boario Terme (BS)    |
| Trentino-Alto Adige      | Condinesettaurense      | Storo (TN)                 |
| Veneto                   | Arianese                | Ariano nel Polesine (RO)   |
| Friuli-Venezia Giulia    | Monfalcone              | Monfalcone (GO)            |
| Emilia-Romagna           | Real Misano             | Misano Adriatico (RN)      |
| Toscana                  | Marino Mercato Subbiano | Subbiano (AR)              |
| Umbria                   | Deruta                  | Deruta (PG)                |
| Marche                   | Pergolese               | Pergola (PU)               |
| Lazio                    | Nettuno                 | Nettuno (RM)               |
| Abruzzo                  | Rosetana                | Roseto degli Abruzzi (TE)  |
| Molise                   | Montenero               | Montenero di Bisaccia (CB) |
| Campania                 | Boys Caivanese          | Caivano (NA)               |
| Puglia                   | San Paolo Bari          | Bari                       |
| Basilicata               | Potenza                 | Potenza                    |
| Calabria                 | Rende                   | Rende (CS)                 |
| Sicilia                  | Real Messina            | Messina                    |
| Sardegna                 | Dolianova               | Dolianova (CA)             |

- Marino Mercato Subbiano e  Dolianova militavano in Promozione: se avessero vinto la Coppa Italia Dilettanti non avrebbero potuto ottenere la promozione in Serie D.

## Fase eliminatoria a gironi
Le 19 squadre partecipanti al primo turno (13-20-3 marzo/aprile) sono state divise in 8 gironi:
- I gironi B, F e G sono composti da 3 squadre;
- I gironi A, C, D, E e H sono composti da 2 squadre.

I giorni sono stati sorteggiati come segue:
| Girone A | Girone B           | Girone C    | Girone D                | Girone E     | Girone F  | Girone G       | Girone H     |
| -------- | ------------------ | ----------- | ----------------------- | ------------ | --------- | -------------- | ------------ |
| Arona    | Arianese           | Pergolese   | Deruta                  | Darfo Boario | Montenero | Boys Caivanese | Real Messina |
| Finale   | Condinesettaurense | Real Misano | Marino Mercato Subbiano | Dolianova    | Nettuno   | A.S.C. Potenza | Rende        |
|          | Monfalcone         |             |                         |              | Rosetana  | San Paolo Bari |              |

### Girone A
| 13 marzo 2002, ore 15:00 | HM Arona | 2 – 1 | Finale |  |

| 3 aprile 2002, ore 15:00 | Finale | 1 – 1 | HM Arona |  |

Qualificata/o:  Arona

### Girone B
| Squadra               | P.ti | G | V | N | P | GF | GS | DR |
| --------------------- | ---- | - | - | - | - | -- | -- | -- |
| 1. Monfalcone         | 6    | 2 | 2 | 0 | 0 | 3  | 1  | +2 |
| 2. Arianese           | 1    | 2 | 0 | 1 | 1 | 1  | 2  | -1 |
| 3. Condinesettaurense | 1    | 2 | 0 | 1 | 1 | 0  | 1  | -1 |

| 13 marzo 2002, ore 15:00 | Condinesettaurense | 0 – 0 | Arianese |  |

| 20 marzo 2002, ore 15:00 | Monfalcone | 1 – 0 | Condinesettaurense |  |

| 3 aprile 2002, ore 15:00 | Arianese | 1 – 2 | Monfalcone |  |

### Girone C
| 13 marzo 2002, ore 15:00 | Real Misano | 1 – 1 | Pergolese |  |

| 3 aprile 2002, ore 15:00 | Pergolese | 4 – 1 | HM Arona |  |

Qualificata/o:  Pergolese

### Girone D
| 13 marzo 2002, ore 15:00 | Deruta | 1 – 0 | Marino Mercato Subbiano |  |

| 3 aprile 2002, ore 15:00 | Marino Mercato Subbiano | 2 – 1 | Deruta |  |

Qualificata/o:  Deruta

### Girone E
| 13 marzo 2002, ore 15:00 | Dolianova | 1 – 2 | Darfo Boario |  |

| 3 aprile 2002, ore 15:00 | Darfo Boario | 3 – 1 | Dolianova |  |

Qualificata/o:  Darfo Boario

### Girone F
| Squadra      | P.ti | G | V | N | P | GF | GS | DR |
| ------------ | ---- | - | - | - | - | -- | -- | -- |
| 1. Montenero | 6    | 2 | 2 | 0 | 0 | 3  | 1  | +2 |
| 2. Rosetana  | 3    | 2 | 1 | 0 | 1 | 4  | 1  | +3 |
| 3. Nettuno   | 0    | 2 | 0 | 0 | 2 | 1  | 6  | -5 |

| 13 marzo 2002, ore 15:00 | Nettuno | 1 – 2 | Montenero |  |

| 20 marzo 2002, ore 15:00 | Rosetana | 4 – 0 | Nettuno |  |

| 3 aprile 2002, ore 15:00 | Montenero | 1 – 0 | Rosetana |  |

### Girone G
| Squadra           | P.ti | G | V | N | P | GF | GS | DR |
| ----------------- | ---- | - | - | - | - | -- | -- | -- |
| 1. Boys Caivanese | 6    | 2 | 2 | 0 | 0 | 3  | 0  | +3 |
| 2. San Paolo Bari | 3    | 2 | 1 | 0 | 1 | 4  | 3  | +1 |
| 3. A.S.C. Potenza | 0    | 2 | 0 | 0 | 2 | 1  | 5  | -4 |

| 13 marzo 2002, ore 15:00 | A.S.C. Potenza | 0 – 1 | Boys Caivanese |  |

| 20 marzo 2002, ore 15:00 | San Paolo Bari | 4 – 1 | A.S.C. Potenza |  |

| 3 aprile 2002, ore 15:00 | Boys Caivanese | 2 – 0 | San Paolo Bari |  |

### Girone H
| 13 marzo 2002, ore 15:00 | Real Messina | 3 – 1 | Rende |  |

| 3 aprile 2002, ore 15:00 | Rende | 0 – 0 | Real Messina |  |

Qualificata/o:  Real Messina

## Fase a eliminazione diretta

### Quarti di Finale
| Squadra 1      | Totale | Squadra 2    | Andata     | Ritorno         |
| -------------- | ------ | ------------ | ---------- | --------------- |
|                |        |              | 10.04.2002 | 17.04.2002      |
| Darfo Boario   | 2 - 6  | Arona        | 1 - 3      | 1 - 3           |
| Pergolese      | 3 - 3  | Monfalcone   | 2 - 1      | 1 - 2 (5-7 dcr) |
| Montenero      | 2 - 1  | Deruta       | 1 - 0      | 1 - 1           |
| Boys Caivanese | 1 - 1  | Real Messina | 1 - 0      | 0 - 1 (5-4 dcr) |

### Semifinali
| Squadra 1 | Totale | Squadra 2      | Andata     | Ritorno    |
| --------- | ------ | -------------- | ---------- | ---------- |
|           |        |                | 24.04.2002 | 08.05.2002 |
| Arona     | 1 - 2  | Monfalcone     | 1 - 0      | 0 - 2      |
| Montenero | 1 - 4  | Boys Caivanese | 1 - 3      | 0 - 1      |

### Finale
| Arbitro: | Giglioni (Siena) |

| |            | |
| Montaperto 13’, 83’ | Marcatori  | 16’ Novati |
| Coscione Egizzo Ercole Guarracino Criscuolo Ferraiuolo Civilo (46' Adinolfi) Landolfo Montaperto (84' Aruta) Pezzullo (90+2' Esposito) Dentice | Formazioni | Mainardis De Fabris (63' Zucca) Folla (87' Fornasari) Tiberio Matteo Giorgi Buonocunto Alessandro Giorgi Larzak (61' Ruggiero) Novati Zentilin Tamburini |
| Troiano | Allenatori | Grillo |